# Marcel Grandjany
Marcel Georges Lucien Grandjany (ur. 3 września 1891 w Paryżu, zm. 24 lutego 1975 w Nowym Jorku) – amerykański harfista, kompozytor i pedagog pochodzenia francuskiego.

## Życiorys
Od ósmego roku życia uczył się gry na harfie u Henriette Renié, następnie kontynuował naukę u Alphonse’a Hasselmansa w Konserwatorium Paryskim, które ukończył w 1905 z pierwszą nagrodą. W wieku 17 lat dał swój pierwszy recital z Orkiestrą Concerts Lamoureux w paryskiej Salle Érard. W 1913 występował z Maurice'em Ravelem. Podczas I wojny światowej był organistą w bazylice Sacré-Cœur na Montmartre. Po wojnie kontynuował karierę harfisty.
W 1922 zadebiutował w Londynie, a w 1924 w Nowym Jorku. Występował jako solista z czołowymi orkiestrami pod dyrekcją m.in. Gabriela Piernégo, Alfreda Cortota, Waltera Damroscha, Siergieja Kusewickiego, George’a Szella, Fritza Reinera i Vladimira Golschmanna.
W 1936 wyemigrował do Stanów Zjednoczonych i osiedlił się w Nowym Jorku, w 1945 uzyskał amerykańskie obywatelstwo. Od 1938 do śmierci prowadził klasę gry na harfie w Juilliard School; równocześnie wykładał w konserwatorium w Montrealu (1943–1963) i w Manhattan School of Music (1956–1967).

## Twórczość
Komponował utwory orkiestrowe i na harfę solo. Dokonał też kilkunastu transkrypcji na harfę z utworów należących do klasycznego repertuaru, m.in. Bacha, Händla, de Falli, Schuberta.